# Liste d'élections en 1910
Chronologie des élections
- 1906
- 1907
- 1908
- 1909
- 1910
- 1911
- 1912
- 1913
- 1914

Cet article recense les élections organisées durant l'année 1910.

## Événements géopolitiques d'intérêt national ou international en 1910
Cette section concerne des événements d'intérêt géopolitique relatifs à des états souverains, éventuellement fédéraux mais qui ne soient ni élections ni référendums. Ces événements peuvent être d'intérêt national, voire international, d'origine nationale ou étrangère.
| Date      | État                   | Événement |
| --------- | ---------------------- | --- |
| 31 mai    | Union d'Afrique du Sud | Naissance de l'Union, réunissant les colonies britanniques du Cap, du Natal, de la rivière Orange et du Transvaal,. L'Union d'Afrique du Sud est un dominion de l'Empire britannique |
| 5 octobre | Portugal               | Révolution du 5 octobre 1910 : coup d'État, organisé par le Parti républicain, qui renverse le roi Manuel II (et son gouvernement) et installe le jour-même un régime républicain.   |

## Élections nationales en 1910
Cette section concerne les élections législatives et présidentielles dans un état souverain, éventuellement fédéral, ainsi que leurs principaux référendums.
| Date                              | État          | Élection ou référendum | Contexte | Résultat |
| --------------------------------- | ------------- | ---------------------- | --- | --- |
| 1910                              | Équateur      | Législatives (es)      | | Cette section est vide, insuffisamment détaillée ou incomplète. Votre aide est la bienvenue ! Comment faire ? |
| 15 janvier - 10 février           | Royaume-Uni   | Générales              | | Parlement sans majorité. Le Parti libéral (centre-gauche, nouveau libéralisme) perd sa majorité absolue des sièges mais conserve de peu la majorité relative. Il forme un gouvernement minoritaire avec le soutien sans participation du Parti parlementaire irlandais (autonomiste, libéral). Herbert Asquith (Parti libéral) demeure Premier ministre. |
| 18 janvier 1910 - 12 juillet 1911 | États-Unis    | Sénat (en)             | | Voir l'article Liste d'élections en 1911 |
| 1er mars                          | Brésil        | Présidentielle (en)    | Alfonso Pena, élu président en 1906, est décédé en juin 1909. Son vice-président, Nilo Peçanha, assure l'intérim jusqu'à la fin du mandat et ne se présente pas. | Hermes Rodrigues da Fonseca (Parti républicain conservateur : droite conservatrice et populiste), soutenu par le président a.i. sortant Peçanha est élu. |
| 13 mars                           | Argentine     | Présidentielle (es)    | | Cette section est vide, insuffisamment détaillée ou incomplète. Votre aide est la bienvenue ! Comment faire ? |
| 7 avril                           | Costa Rica    | Présidentielle (en)    | | Cette section est vide, insuffisamment détaillée ou incomplète. Votre aide est la bienvenue ! Comment faire ? |
| 11 avril                          | Guatemala     | Présidentielle         | Un seul candidat : le président sortant, Estrada | Seul candidat, Manuel Estrada (Parti libéral (en) : libéralisme économique) est réélu à l'unanimité des votes exprimés. |
| 13 avril                          | Australie     | Fédérales              | | Alternance. Le Parti travailliste (gauche, parti ouvrier) remporte une majorité absolue des sièges à la fois à la Chambre des représentants et au Sénat. Andrew Fisher devient Premier ministre, formant le premier gouvernement majoritaire travailliste au monde. |
| 13 avril                          | Australie     | Sénatoriales (en)      | | Cette section est vide, insuffisamment détaillée ou incomplète. Votre aide est la bienvenue ! Comment faire ? |
| 13 avril                          | Australie     | Référendum (en)        | Suppression de mots contraignants dans la section 105 de la Constitution, relative à la possibilité de mutualisation fédérale de dettes (ou parties) d'États. | Approuvée |
| 13 avril                          | Australie     | Référendum (en)        | Amendement de la section 87 de la Constitution (la « Braddon Clause ») qui devait expirer en 1910. La proposition remplaçait un accord financier entre les États et le Commonwealth. | Rejeté |
| 24 avril - 8 mai                  | France        | Législatives           | | La coalition du Parti radical (centre-gauche laïc), de l'Alliance démocratique (centre-gauche libéral et laïc) et du Parti républicain-socialiste (centre-gauche socialiste réformiste) conserve sa majorité absolue des sièges. Aristide Briand (républicain-socialiste) demeure Premier ministre. |
| 8 mai                             | Espagne       | Générales              | Le Premier ministre Antonio Maura (Parti conservateur : centre-droit libéral-conservateur) a été contraint de démissionner après la « Semaine tragique » : de violentes émeutes et de leur répression ; un gouvernement libéral minoritaire a été nommé. C'est l'époque du « tour de rôle pacifique » : Les deux principaux partis s'accordent avec le roi Alphonse XIII pour alterner au pouvoir, à travers le caciquisme et la fraude électorale. Les résultats des élections sont, dans leurs grandes lignes, décidées par avance. | Comme convenu, le Parti libéral remporte une majorité absolue des sièges. José Canalejas (libéral) demeure Premier ministre, désormais à la tête d'un gouvernement majoritaire. |
| 20 mai                            | Danemark      | Législatives           | Élections anticipées, les élections de 1909 n'ayant pas permis la formation d'un gouvernement stable. | Parlement sans majorité. Le parti La Gauche (libéral, agrarien) remporte exactement la moitié des sièges. Klaus Berntsen devient Premier ministre, formant un gouvernement minoritaire. |
| 22 mai                            | Belgique      | Législatives           | | Le Parti catholique (conservateur, catholicisme social), qui gouvernait en n'ayant qu'une minorité relative à la Chambre de représentants, remporte cette fois la majorité absolue des sièges. François Schollaert demeure chef du gouvernement. |
| 15 juin                           | Colombie      | Présidentielle         | | Cette section est vide, insuffisamment détaillée ou incomplète. Votre aide est la bienvenue ! Comment faire ? |
| 28 juin - 10 juillet              | Mexique       | Présidentielle (en)    | | Cette section est vide, insuffisamment détaillée ou incomplète. Votre aide est la bienvenue ! Comment faire ? |
| 12 juillet                        | Pays-Bas      | 1re Chambre (nl)       | | Cette section est vide, insuffisamment détaillée ou incomplète. Votre aide est la bienvenue ! Comment faire ? |
| 2 - 4 août                        | Liechtenstein | Législatives (en)      | | Cette section est vide, insuffisamment détaillée ou incomplète. Votre aide est la bienvenue ! Comment faire ? |
| 21 août                           | Grèce         | Législatives           | Le coup d'État militaire progressiste d'août 1909, largement salué par la population, amène les partis politiques à soutenir officiellement les exigences populaires de réformes. | Stéphanos Dragoúmis (sans étiquette) demeure Premier ministre à la tête d'un gouvernement de transition jusqu'en octobre, puis cède la direction du gouvernement à Elefthérios Venizélos (Parti libéral : centriste, libéral), qui organise de nouvelles élections. |
| 28 août                           | Portugal      | Législatives           | Le Premier ministre Francisco da Veiga Beirão (Parti progressiste : gauche libérale et progressiste) a démissionné en juin à la suite d'un scandale. António Teixeira de Sousa (Parti régénérateur, faction libérale), l'a remplacé a.i. jusqu'aux élections anticipées. | Alternance. Le Bloc libéral, dont la faction libérale du Parti régénérateur, remporte la majorité absolue des sièges. Teixeira de Sousa est confirmé premier ministre. |
| 20 septembre                      | Danemark      | Sénatoriales (en)      | | Cette section est vide, insuffisamment détaillée ou incomplète. Votre aide est la bienvenue ! Comment faire ? |
| 15 octobre                        | Chili         | Présidentielle (en)    | Décès, le 16 août, de Pedro Montt, président élu en 1906 (en) et, moins d'un mois plus tard, de son vice-président, Elías Fernández Albano. Emiliano Figueroa, vice-président de Fernández, appelle à des éléctions anticipées. Pour marquer l'unité du pays à l'occasion des célébrations du centenaire de son indépendance, l'Alliance libérale (en) (centriste, social-libérale) et la Coalition (en) (droite conservatrice cléricale) s'entendent sur un unique candidat.                                                         | Sans opposition, Ramón Barros Luco est élu à l'unanimité. |
| 23 octobre                        | Suisse        | Référendum             | Initiative populaire tendant à appliquer le système proportionnel aux élections pour le Conseil national | Rejetée |
| 1er novembre                      | Cuba          | Législatives (en)      | Élections de mi-mandat. | Le Parti libéral (centre-droit libéral) du président José Miguel Gómez conserve la majorité absolue des sièges. |
| 8 novembre                        | États-Unis    | Chambre (en)           | | Cette section est vide, insuffisamment détaillée ou incomplète. Votre aide est la bienvenue ! Comment faire ? |
| 28 novembre                       | Grèce         | Législatives           | Le nouveau Premier ministre Elefthérios Venizélos (Parti libéral : centriste, libéral) organise ces élections anticipées afin d'obtenir un mandat populaire pour son gouvernement. | Le Parti libéral obtient une majorité écrasante. Elefthérios Venizélos demeure Premier ministre. |
| 28 novembre                       | Uruguay       | Législatives (es)      | | Cette section est vide, insuffisamment détaillée ou incomplète. Votre aide est la bienvenue ! Comment faire ? |
| 3 - 19 décembre                   | Royaume-Uni   | Générales              | Le rejet par la Chambre des lords du projet de loi de réforme parlementaire provoque la chute du gouvernement formé en janvier et l'organisation d'éléctions générales anticipées. | Parlement sans majorité. Comme en janvier, le Parti libéral (centre-gauche, nouveau libéralisme) obtient une très courte majorité relative des sièges. Herbert Asquith (Parti libéral) demeure Premier ministre à la tête d'un gouvernement minoritaire avec le soutien sans participation du Parti parlementaire irlandais (autonomiste, libéral). Disposant désormais d'un soutien populaire pour cette réforme, il fait adopter une loi privant la Chambre des lords de l'essentiel de ses pouvoirs. |

## Élections en subdivisions nationales en 1910
Cette section concerne les élections législatives dans un État fédéré, une subdivision territoriale ou une colonie d'un État souverain, ainsi que leurs principaux référendums.
| Date            | Subdivision            | État               | Élection ou référendum | Contexte | Résultat |
| --------------- | ---------------------- | ------------------ | ---------------------- | --- | --- |
| 1910            | Porto Rico             | États-Unis         | Générales (en)         | | Cette section est vide, insuffisamment détaillée ou incomplète. Votre aide est la bienvenue ! Comment faire ?                                                 |
| 1910            | Suède                  | Suède              | Conseils de comté (sv) | | Cette section est vide, insuffisamment détaillée ou incomplète. Votre aide est la bienvenue ! Comment faire ?                                                 |
| 1910            | Union d'Afrique du Sud | Empire britannique | Sénatoriales (en)      | | Cette section est vide, insuffisamment détaillée ou incomplète. Votre aide est la bienvenue ! Comment faire ?                                                 |
| 1er - 2 février | Finlande               | Empire russe       | Législatives (en)      | | Parlement sans majorité. Le Parti social-démocrate conserve sa majorité relative des sièges.                                                                  |
| 12 janvier      | Îles Féroé             | Danemark           | Législatives           | | Cette section est vide, insuffisamment détaillée ou incomplète. Votre aide est la bienvenue ! Comment faire ?                                                 |
| Février         | Suriname               | Pays-Bas           | Législatives (nl)      | | Cette section est vide, insuffisamment détaillée ou incomplète. Votre aide est la bienvenue ! Comment faire ?                                                 |
| 12 février      | Îles Féroé             | Danemark           | Législatives           | | Cette section est vide, insuffisamment détaillée ou incomplète. Votre aide est la bienvenue ! Comment faire ?                                                 |
| 2 avril         | Australie-Méridionale  | Australie          | Législatives (en)      | | Cette section est vide, insuffisamment détaillée ou incomplète. Votre aide est la bienvenue ! Comment faire ?                                                 |
| 18 - 28 mai     | Bosnie-Herzégovine     | Autriche-Hongrie   | Législatives (en)      | | Cette section est vide, insuffisamment détaillée ou incomplète. Votre aide est la bienvenue ! Comment faire ?                                                 |
| 1er - 10 juin   | Hongrie                | Autriche-Hongrie   | Législatives (en)      | | Cette section est vide, insuffisamment détaillée ou incomplète. Votre aide est la bienvenue ! Comment faire ?                                                 |
| 11 juillet      | Manitoba               | Canada             | Générales (en)         | | Cette section est vide, insuffisamment détaillée ou incomplète. Votre aide est la bienvenue ! Comment faire ?                                                 |
| 15 septembre    | Union d'Afrique du Sud | Empire britannique | Générales              | Premières élections nationales après l'unification du pays en mai. Dans les provinces du Cap et de Natal, le suffrage censitaire masculin s'applique en principe sans distinctions ethniques ; dans les provinces d'Orange et de Transvaal, seuls les hommes blancs ont le droit de vote. | Le Parti sud-africain (conservateur, libéral en économie) remporte la majorité absolue des sièges. Louis Botha (Parti sud-africain) demeure Premier ministre. |
| 14 octobre      | Nouvelle-Galles du Sud | Australie          | Législatives (en)      | | Cette section est vide, insuffisamment détaillée ou incomplète. Votre aide est la bienvenue ! Comment faire ?                                                 |
| 28 octobre      | Croatie-Slavonie       | Autriche-Hongrie   | Législatives (en)      | | Cette section est vide, insuffisamment détaillée ou incomplète. Votre aide est la bienvenue ! Comment faire ?                                                 |